# Einar Rinne
Vilho Einar Rinne (31 de enero de 1890 – 31 de marzo de 1933) fue un actor teatral y cinematográfico finlandés.

## Biografía
Su nombre completo era Vilho Einar Rinne, nació en Asikkala, Finlandia, en el seno de una familia numerosa, con catorce hermanos, algunos de los cuales fallecieron en su infancia. Dos de sus hermanos fueron los actores Jalmari Rinne y Joel Rinne. Sus padres eran Maria Sofia Karlsson y Johan Oskar Gröndahl propietarios de una pequeña granja.  
Rinne consiguió un puesto como actor en el Tampereen Teatteri de Tampere en 1916, pasando al Viipurin Näyttämö de Víborg en 1917–1921, y al Teatro Nacional de Finlandia en Helsinki en 1921–1923. Volvió al Tampereen Teatteri en 1923–1928, actuando en sus últimos años en el Kansan Näyttämö en Helsinki. Entre las muchas obras en las cuales actuó figuran Nummisuutarit, Tukkijoella, Pohjalaisia, Anna-Liisa, Eerik XVI, Danton y Oopperapalo.
Así mismo, Rinne actuó en siete producciones cinematográficas mudas entre 1922 y 1929, siendo la primera Anna-Liisa (1922). Su último papel para la pantalla fue el de Olli Järvelä en Työn sankarilaulu (1929).
Rinne había estado casado con la actriz Eine Laine (1892–1970) desde 1920 a 1923, y ambos tuvieron una hija, Eila Rinne (1920–1991), también actriz. El actor falleció en el año 1933 en Helsinki, a los  43 años de edad.

## Filmografía
- 1922 : Anna-Liisa
- 1923 : Rautakylän vanha parooni
- 1923 : Koskenlaskijan morsian
- 1925 : Pohjalaisia
- 1927 : Noidan kirot
- 1928 : Lumisten metsien mies
- 1929 : Työn sankarilaulu